# Tiwas
Les Tiwas (ou plus rarement Tiguas) sont un groupe d'Indiens Pueblos de langues kiowa-tanoanes du Nouveau-Mexique. Ils parlent traditionnellement la langue tiwa (bien que certains locuteurs soient passés à l’espagnol et/ou à l’anglais). Ils sont divisés en deux groupes, les Tiwas du nord, à Taos et Picuris, et les Tiwas du sud à Isleta et Sandia, autour de ce qui est maintenant Albuquerque, et le pueblo d'Ysleta del Sur près d’El Paso, au Texas.

## Origine du nom
Tiwa est le nom anglais pour désigner ces peuples, dérivé du terme espagnol Tigua utilisé alors par Frederick Webb Hodge. Le terme espagnol a également été utilisé dans des écrits en anglais bien que le terme Tiwa soit maintenant dominant.
En espagnol, Tigua a été seulement appliqué aux groupes Tiwa du sud (dans le territoire Tiguex). Des variantes espagnoles pour Tigua incluent Cheguas, Chiguas, Téoas, Tiguas, Tigües, Tiguesh, Tigüex, Tiguex, Tigüez, Tihuex, Tioas et Tziquis.

## Histoire
Les Tiwas sont mentionnés pour la première fois par Coronado en 1540, et un pueblo (village) désigné par lui à la fois comme étant Coofor et Tiguex était probablement le pueblo connu depuis 1602 comme Santiago Pueblo. Coronado a fait la guerre de Tiguex contre 12 des pueblos des Tiwas du sud autour de ce qui est maintenant Albuquerque, ce qui, avec les maladies et la consolidation des missions par les prêtres catholiques que les Espagnols ont amenés avec eux, a entraîné la reddition de nombreux villages.
En février 1583, le marchand Antonio de Espejo remonte le Rio Grande jusqu'à Tiguex (Kuaua), et Puaray (selon ses propres dires).
La vie quotidienne des Indiens Tiwas de Isleta Pueblo à la fin du 19ème siècle est décrite dans le livre "The Padre of Isleta".
Une bande de Tiwas pacifiques, appelés Tiguas, sont massacrés dans Méridien de sang de Cormac McCarthy, faisant référence à une période autour de 1849-50.